# Ebbe Cornelie
Ebbe Alfred Cornelie, född 30 april 1914 i Örebro, död 31 augusti 1962 i Örebro, var en svensk operasångare.

## Diskografi

### Singlar
- 1956 - Guds löften hålla[2]

- 1956–1957 - Ännu finns rum[3]

- 1957 - För blodets skull[4]

- 1958 - Kom och se[5]

- 1958 - Ständigt mer hos Jesus[6]

- 1959 - Sen Gud till barn mig tog[7]